# EyeWire
EyeWire ist ein Online-Spiel für Bürgerwissenschaftler, um Neuronen in der Netzhaut zu kartieren. EyeWire wurde offiziell am 10. Dezember 2012 online gestellt, seitdem ist die Zahl der Spieler auf über 160.000 Personen aus mehr als 145 Ländern angewachsen. Das Spiel ist ein Projekt des Massachusetts Institute of Technology, das auf Rasterelektronenmikroskop-Daten basiert, die vom Max-Planck-Institut für medizinische Forschung bereitgestellt werden.

## Projekt
Die Idee zu EyeWire stammt von einer Gruppe junger Neurowissenschaftler und Informatiker am MIT unter der Leitung von Sebastian Seung. Diese haben den Spielentwurf, die Dateninfrastruktur und -analysealgorithmen sowie die Betreuung der Community konzeptuell und praktisch umgesetzt. EyeWire wurde ursprünglich von der Gatsby Charitable Foundation, dem Howard Hughes Medical Institute und der Max-Planck-Gesellschaft unterstützt. Derzeit erhält das Projekt finanzielle Unterstützung von den National Institutes of Health.

## Ziele
Die Ziele von EyeWire sind, bestimmte Zelltypen innerhalb der bekannten Klassen von Netzhautzellen zu identifizieren und die dreidimensionalen Verbindungen zwischen den Neuronen in der Netzhaut zu bestimmen.
- Das erste unmittelbare Ziel ist, die dreidimensionalen Formen von retinalen Neuronen aus zweidimensionalen Bildern zu rekonstruieren.
- Das zweite Ziel besteht darin, die Synapsen zu bestimmen, um die Verbindungen zwischen den zugeordneten Neuronen aufzuklären.
- Das Hauptziel ist, den Zusammenhang dieser Neuronen mit deren bekannter Aktivität zu bestimmen.

EyeWire ist Teil eines größeren Projekts namens WiredDifferently, dessen Ziel es ist zu zeigen, dass das Muster der Neuronenverbindungen bzw. des Konnektom jeder Person einzigartig ist. Als Konnektom (englisch connectome) bezeichnet man die Gesamtheit der Verbindungen im Nervensystem eines Lebewesens. Dieses zu kartieren ist derzeitiger Forschungsgegenstand des Human Connectome Project. Ähnliche Hirnkartierungsprojekte sind das Human Brain Project der EU und das US-amerikanische Brain Activity Map Project.

## Spielverlauf
Bevor das Spiel beginnen kann, erhält jeder neue Spieler eine Einführung, in der praxisnah der Spielverlauf erklärt wird. Die 2D-Scans der zu vermessenden Maus-Retina sind innerhalb eines 3D-Würfels übereinander gestapelt. Der Spieler bekommt einen Würfel zugewiesen und hilft der künstlichen Intelligenz beim Markieren der Neuronenverläufe. Indem er innerhalb des Würfels zwischen den Scans hin- und herscrollt, kann er den Neuronenverlauf sichten bzw. markieren.
Daraus errechnet das Programm den 3D-Verlauf der Neuronen. Wenn der Spieler mit der Auswahl fertig ist, wird das Resultat an den Server geschickt. Dort berechnet die künstliche Intelligenz mit Hilfe von 5 bis 25 gleichen und bereits von anderen Mitspielern gesichteten Würfeln den endgültigen Neuronenverlauf. Nach Abschluss dieser Sichtung bekommt der Spieler je nach der Qualität seiner Markierungen Punkte, die in einer Highscore-Liste vermerkt werden. Es gibt Tages-, Wochen- und Monats-Highscore-Listen, in denen sich die Spieler messen können.